# 김사혁
김사혁(金斯革, ? ~ 1385년)은 고려 말기의 무신이다. 본관은 강릉,시호는 충절(忠節)이다.
공민왕 11년(1361년) 홍건적의 난이 평정되고 개경이 수복된 뒤, 복주(福州, 안동)로 피신했던 왕이 개경으로 돌아가는 길에 8월 13일에 상주를 출발하여 14일에 원암역을 지나 15일에 속리사로 향하였을 때 폭우를 만나 16일에 어가가 다시 원암역으로 돌아와 하루를 머물렀을 때, 왕을 호종하던 신하들이 난리가 끝나고 개경으로 돌아갈 수 있게 된 것을 축하하며 연회를 열고 창화시를 짓는데 대장군(大將軍) 김하적(金何赤)이 젓대를 불고 장군(將軍) 김사혁이 아쟁을 탔다고 한다.
12년(1363년) 홍건적으로부터 개경을 수복한 공을 논하여 전 호군(護軍)으로써 한중명(韓仲明), 조군옥(趙君玉) 등과 함께 2등공신이 되었고, 아울러 흥왕사의 난 때에 왕의 피신을 도운 공신들에 대한 녹훈에서도 강복룡(康福龍), 봉인보(奉仁輔) 등과 함께 2등 공신이 되었다.
우왕(禑王) 2년(1376년) 7월 왜구가 부여를 약탈하고 공주까지 다다랐을 때 공주목사(公州牧使)로써 정현(鼎峴)에서 왜구에 맞서 싸웠으나 패전하였고, 공주가 왜구에 함락되었다.
우왕 6년(1380년) 3월, 왜구가 광주(光州) 및 능성현(綾城縣) · 화순현(和順縣)을 침략하니, 원수(元帥) 최공철(崔公哲) · 김용휘(金用輝) · 이원계(李元桂) · 정지(鄭地) · 오언(吳彦) · 민백훤(閔伯萱) · 왕승보(王承寶) · 도흥(都興) 등과 함께 전라도(全羅道) 방면에서 왜구를 막게 되었다. 5월에 전리판서로써 양광도도순문사로 임명되었다.
7월, 왜구가 서주(西州)를 치고 이어 부여 · 금산 · 운제 · 고산 · 유성 등의 현을 치다가 계룡산으로 들어갔는데, 마침 그곳에는 왜구를 피해서 들어와 있던 부녀자나 아이들이 많이 있었기 때문에, 이들은 그만 대부분 왜구에게 살해되거나 포로로 잡혔다. 이때 김사혁이 양강도원수로써 왜구를 쳐서 내쫓았고, 왜구들은 청양 · 신풍 · 홍산 등지를 약탈하고 물러갔다. 8월에 다시금 공주로 쳐들어 온 왜구들을 쳐서 4급을 베었다. 이때 나세(羅世) · 심덕부 · 최무선(崔茂宣) 등이 지휘하는 고려군 전함이 화포를 사용하여 진포(鎭浦)에서 왜구 선단 5백 척을 궤멸시키고 왜구의 포로로 잡혀 있던 334명을 구출하였으며(진포 해전), 김사혁은 살아남아 육지로 도망친 왜구들을 추격하여 임천(林川)에서 46급을 베었다. 이때 살아남아 육지부 내륙으로 달아났던 왜구들은 사근내역 등지를 돌며 약탈을 일삼다 운봉에 이르러 고려의 이성계가 이끄는 고려군에게 궤멸되었다(황산대첩).
우왕 9년(1383년) 8월, 양강도 방면을 침공한 왜구 가운데 2백 기가 괴주(槐州) 장연현(長延縣)을 쳤을 때 김사혁은 왕안덕, 도흥(都興) 등과 함께 3급을 베었다. 이어 왜구 1천여 명이 옥주 · 보령 등의 현을 함락시키고 마침내 개태사까지 쳐들어왔다가 계룡산에 숨었는데, 양광 · 경상도 도체찰사 문달한이 왕안덕 · 도흥 등과 함께 이를 공격하여 왜구가 말을 버리고 산으로 숨자, 공주목사 최유경 · 판관 송자호가 구첩에서 싸우다 송자호는 패하여 죽었고, 김사혁은 문달한 · 왕안덕 · 도흥 · 안경 · 박수년 등과 함께 공주 반룡사에서 왜구와 싸워 8급을 베었으며, 여기서 김사혁은 더 나아가 왜구를 추격하여 목주(木州) 흑참(黑站)에서 20급을 더 베었다.
우왕 11년(1385년) 5월, 왜선 28척이 축산도(丑山島)에 정박하자 고려 조정은 김사혁을 양광도상원수로 삼았다. 10월에 충주병마사(忠州兵馬使) 최운해(崔雲海)가 왜구 6급을 베고 그 무기를 노획하였는데, 이 달에 김사혁은 사망하였다.

## 같이 보기
- 진포 해전
- 황산대첩